# Relações internacionais

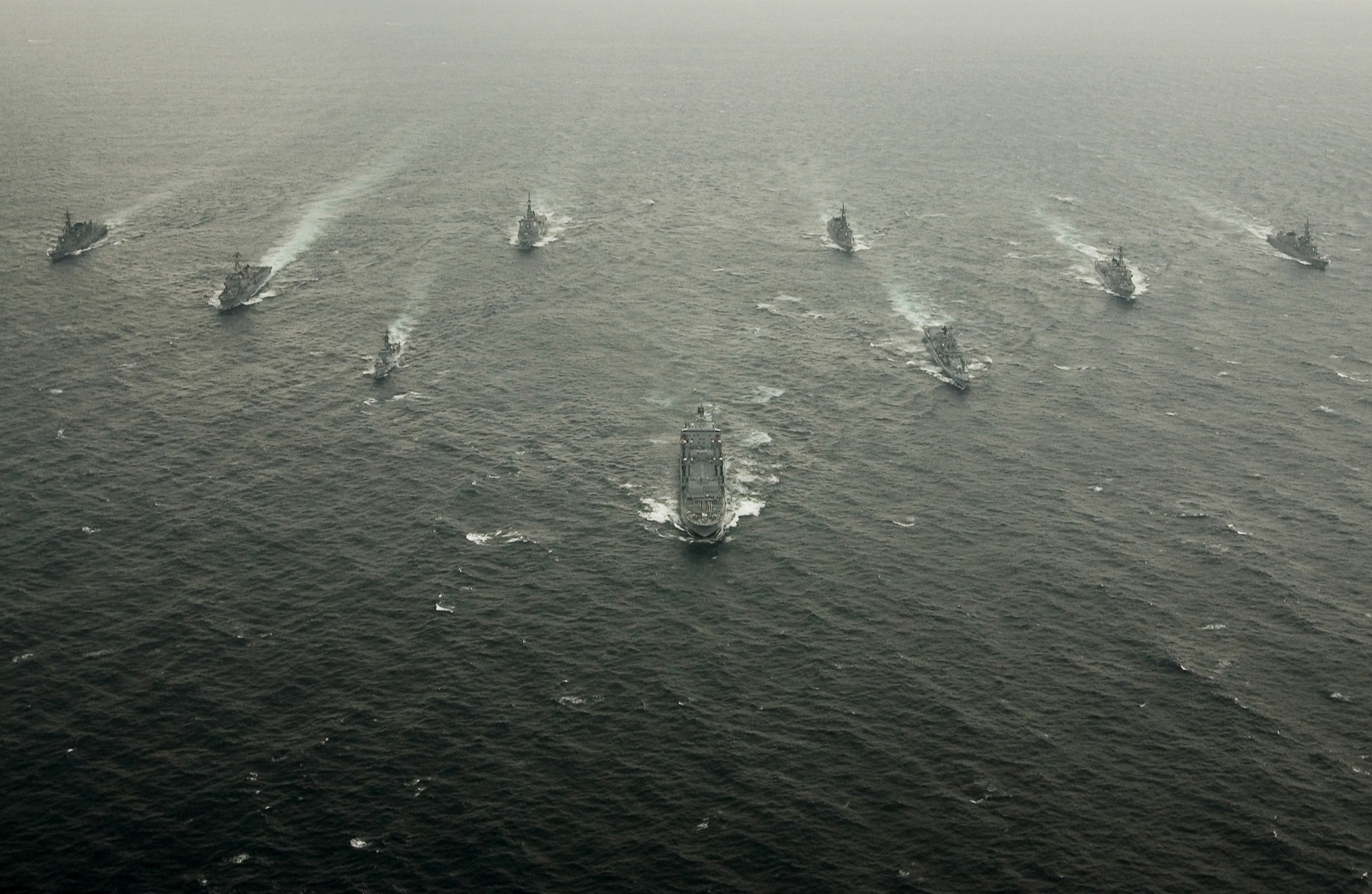
Exercícios militares frequentemente ajudam a incrementar cooperação estratégica entre países. Esta imagem mostra uma formação de navios da Marinha da Índia, da Força de Autodefesa Marítima do Japão e da Marinha dos Estados Unidos, durante um exercício trilateral em 2007.

As relações internacionais (abreviadas como RI ou REL) visam ao estudo sistemático das relações políticas, econômicas e sociais entre diferentes países cujos reflexos transcendam as fronteiras de um Estado, as empresas, tenham como locus o sistema internacional. Entre os atores internacionais, destacam-se os Estados, as empresas transnacionais, as organizações internacionais e as organizações não-governamentais. Pode se focar tanto na política externa de determinado Estado, quanto no conjunto estrutural das interações entre os atores internacionais.
Além da ciência política, as relações internacionais mergulham em diversos campos como a economia, a história, o direito internacional, a filosofia, a geografia, a sociologia, a antropologia, a psicologia e estudos culturais. Envolve uma cadeia de diversos assuntos incluindo mas não limitados a: globalização, soberania, sustentabilidade, proliferação nuclear, nacionalismo, desenvolvimento econômico, sistema financeiro, terrorismo/antiterrorismo, crime organizado, segurança humana, intervencionismo e direitos humanos.

## História das relações internacionais
Os estudos das relações internacionais começaram há milhares de anos; desde a interação das antigas cidades-estado sumérias , a partir de 3.500 a.C., como o primeiro sistema internacional completo. Análises das políticas externas de cidades-estados soberanas foram feitas em tempos antigos, como na análise de Tucídides sobre as causas da Guerra do Peloponeso entre Atenas e Esparta, bem como por Nicolau Maquiavel em O Príncipe, publicado em 1532, onde analisou a política externa da cidade-estado renascentista de Florença. O campo contemporâneo das relações internacionais, no entanto, analisa as conexões existentes entre Estados-nação soberanos. Isto faz do estabelecimento do sistema estatal moderno o ponto de partida natural da história das relações internacionais. 
O estabelecimento de estados soberanos modernos como unidades políticas fundamentais remonta à Paz de Vestfália de 1648 na Europa. Durante a Idade Média anterior, a organização europeia da autoridade política baseava-se numa ordem religiosa vagamente hierárquica. Ao contrário da crença popular, a Vestfália ainda incorporava sistemas de soberania em camadas, especialmente dentro do Sacro Império Romano-Germânico. Mais do que a Paz de Vestfália, pensa-se que o Tratado de Utrecht de 1713 reflecte uma norma emergente de que os soberanos não tinham iguais internos dentro de um território definido e nenhum superior externo como autoridade final dentro das fronteiras soberanas do território. Estes princípios sustentam a moderna ordem jurídica e política internacional.
O período entre aproximadamente 1500 e 1789 viu a ascensão de estados soberanos independentes , do multilateralismo e da institucionalização da diplomacia e das forças armadas. A Revolução Francesa contribuiu com a ideia de que os cidadãos de um estado, definido como nação, eram soberanos, e não um monarca ou classe nobre. Um estado em que a nação é soberana seria, portanto, denominado estado-nação, em oposição a uma monarquia ou a um estado religioso; o termo república tornou-se cada vez mais seu sinônimo. Um modelo alternativo de Estado-nação foi desenvolvido em reação ao conceito republicano francês pelos alemães e outros, que em vez de concederem soberania aos cidadãos, mantiveram os príncipes e a nobreza, mas definiram o Estado-nação em termos étnico-linguísticos, estabelecendo o raramente ou nunca cumpriu o ideal de que todas as pessoas que falam uma língua deveriam pertencer a apenas um estado. A mesma reivindicação de soberania foi feita para ambas as formas de Estado-nação. Na Europa de hoje, poucos Estados se enquadram em qualquer uma das definições de Estado-nação: muitos continuam a ter soberanos reais e quase nenhum é etnicamente homogênero. 
O sistema europeu específico que supõe a igualdade soberana dos Estados foi exportado para as Américas, África e Ásia através do colonialismo e dos “padrões de civilização”. O sistema internacional contemporâneo foi finalmente estabelecido através da descolonização durante a Guerra Fria. No entanto, isso é um tanto simplificado. Embora o sistema de estado-nação seja considerado "moderno", muitos estados não incorporaram o sistema e são denominados "pré-modernos". Além disso, alguns Estados foram além da insistência na soberania plena e podem ser considerados "pós-modernos". A capacidade do discurso contemporâneo das relações internacionais para explicar as relações destes diferentes tipos de Estados é contestada. Os “níveis de análise” são uma forma de olhar para o sistema internacional, que inclui o nível individual, o estado interno como uma unidade, o nível internacional dos assuntos transnacionais e intergovernamentais e o nível global. 
O que é explicitamente reconhecido como teoria das relações internacionais só foi desenvolvido depois da Primeira Guerra Mundial e é tratado com mais detalhes abaixo. A teoria das relações internacionais, no entanto, tem uma longa tradição de basear-se no trabalho de outras ciências sociais. Muitos citam A Arte da Guerra de Sun Tzu (século VI aC), História da Guerra do Peloponeso de Tucídides (século V aC), Artaxastra de Cautília (século IV aC), como inspiração para a teoria realista, com o Leviatã, de Thomas Hobbes, e O Príncipe, de Nicolau Maquiavel, fornecendo maior elaboração. Da mesma forma, o liberalismo baseia-se no trabalho de Immanuel Kant e Jean-Jacques Rousseau, sendo o trabalho do primeiro frequentemente citado como a primeira elaboração da teoria da paz democrática. Embora os direitos humanos contemporâneos sejam consideravelmente diferentes do tipo de direitos previstos no direito natural, Francisco de Vitória, Hugo Grócio e John Locke ofereceram os primeiros relatos do direito universal a certos direitos com base na humanidade comum. No século XX, além das teorias contemporâneas do internacionalismo liberal, o materialismo histórico dialético e os princípios internacionalistas marxistas desenvolvidos por Karl Marx e Vladimir Lenin tem tido grande relevância nas relações internacionais.

### Construção do campo de estudo
As relações internacionais surgem como um domínio teórico da ciência política no período imediatamente posterior à Primeira Guerra Mundial. Usualmente, se reporta ao Royal Institute of International Affairs, fundado em 1920, o pioneirismo no estudo exclusivo às relações internacionais. No mesmo período, a London School of Economics inauguraria um Departamento de relações internacionais, que posteriormente seria importante para a construção de teorias da escola inglesa de relações internacionais.

#### Ensino no Brasil
O primeiro curso de Graduação em Relações Internacionais do Brasil foi criado em 1974, na Universidade de Brasília. O primeiro programa de doutorado em relações internacionais do Brasil foi criado em 2001 pela Pontifícia Universidade Católica do Rio de Janeiro (PUC-Rio).
As disciplinas comuns incluem teoria geral da administração, teoria das relações internacionais, história vestefaliana, ciência jurídica, direito penal internacional, teoria dos jogos, desenvolvimento sustentável, empreendedorismo, estatística, direito internacional marítimo, organizações terroristas e piratas, gestão de políticas públicas, teoria geral do estado, seguridade pública, inclusão social, direito do consumidor, direito privado, comércio internacional, microeconomia, macroeconomia, contabilidade, gestão por competências, gestão de pessoas, psicologia do trabalho, filosofia clássica, ética, antropologia cultural, receita tributária, sociologia das organizações, história nacional, marxismo e liberalismo económico. Além de simulados de concursos de autarquias como Agência Brasileira de Inteligência, Ministério das Relações Exteriores e Receita Federal.[carece de fontes?]
Em 2016, 103 instituições públicas e privadas mantinham graduação em relações internacionais localizadas em apenas vinte unidades federativas; sendo 82 cursos abertos apenas a partir de 2000 e 69 cursos concentrados apenas em cinco estados: São Paulo (30) Rio Grande do Sul (14), Rio de Janeiro (12), Minas Gerais (7) e Distrito Federal (6).

## Teoria
Posteriormente, desenvolver-se-iam estudos focados na ação estratégica dos Estados no intuito de conservarem e ampliarem seu poder, tendo como elemento empírico de análise essencialmente a ação diplomática e bélica dos países modernos. Esses fatores ganham relevância principalmente devido ao contexto histórico: os estudos que inauguram as R.I. como disciplina autônoma se dão durante a Guerra Fria, e seus teóricos mais eminentes dissertam em universidades americanas; de modo que o pensamento internacional daquela época refletia a doutrina política seguida pelo governo americano desses tempos. Denominou-se escola realista o grupo de acadêmicos que seguiu essa linha de pesquisa, e de Realismo sua concepção teórica. Desta corrente, destacam-se Kenneth Waltz e Hans Morgenthau.
Mais a frente, com o desenvolvimento do capitalismo no mundo liberal, consequência da tendência que se firmara a partir da década de 1960 no então chamado "Primeiro Mundo" para a internacionalização dos fluxos de capitais rumo aos espaços econômicos periféricos; conjuntura que se configurava com a proeminência do capital americano na economia internacional, surgem teóricos que questionam a validade das concepções realistas sobre as relações políticas entre os Estados inseridos no sistema internacional, que, segundo estes, baseava-se fundamentalmente na anarquia.
Esses teóricos, que viriam a ser denominados membros da escola liberal, alegavam que a crescente interdependência econômica entre os países, potencializada pelos avanços tecnológicos das telecomunicações, tornariam cada vez mais dispendioso o conflito. Os liberais indicavam a progressiva consolidação de regimes jurídicos internacionais, por meio das organizações supranacionais, bem como o aumento — considerado por eles irreversível — da autonomia de atores transnacionais — notadamente as empresas multinacionais — como fatores empíricos de uma inflexão no modus operandi do sistema internacional. Destacam-se desta escola teórica Robert Keohane e Joseph Nye.
O liberalismo e o realismo consolidaram-se, ao longo das décadas do século XX, como as principais correntes teóricas nos estudos internacionais. Ambas as correntes derivariam novos debates, a partir da revisão de seus conceitos em novos quadros analíticos. Na década de 1980, originar-se-iam dessas discussões as correntes neorrealista e neoliberal.[carece de fontes?]

### Vertentes e quadros teóricos
No estudo das relações internacionais, existem múltiplas vertentes teóricas e suas subdivisões que procuram explicar como os Estados e outros atores operam no sistema internacional. Estes geralmente podem ser divididos no realismo, no liberalismo e no construtivismo — as três correntes dominantes do pensamento da disciplina — e na teoria crítica.

#### Realismo
O quadro realista das relações internacionais assenta no pressuposto fundamental de que o sistema estatal internacional é uma anarquia, sem nenhum poder abrangente que restrinja o comportamento dos Estados soberanos. Como consequência, os Estados estão envolvidos numa luta contínua pelo poder, onde procuram aumentar as suas próprias capacidades militares, poder económico e diplomacia em relação a outros Estados; isto para garantir a proteção do seu sistema político, dos seus cidadãos e dos seus interesses vitais. O quadro realista pressupõe ainda que os Estados atuam como atores unitários e racionais, onde os decisores centrais no aparelho de Estado representam, em última análise, a maior parte das decisões de política externa do Estado. As organizações internacionais são, consequentemente, vistas apenas como ferramentas que os Estados individuais utilizam para promover os seus próprios interesses e são consideradas como tendo pouco poder na definição das políticas externas dos Estados por si próprias. A estrutura realista está tradicionalmente associada à análise da política de poder e tem sido usada para analisar os conflitos entre estados no início do sistema estatal europeu; as causas da primeira e da segunda guerras mundiais, bem como o comportamento dos Estados Unidos e da União Soviética durante a Guerra Fria. Em cenários como estes, o quadro realista traz grandes percepções interpretativas para explicar como as lutas pelo poder militar e económico dos Estados levam a conflitos armados maiores. 

##### História do realismo
História da Guerra do Peloponeso, escrita por Tucídides, é considerada um texto fundador da escola realista de filosofia política. Há um debate sobre se o próprio Tucídides era um realista; Richard Ned Lebow argumentou que vê Tucídides como um realista é uma interpretação errada de uma mensagem política mais complexa dentro de sua obra. Entre outros, considera-se que filósofos como Maquiavel, Hobbes e Rousseau contribuíram para a filosofia realista. No entanto, embora o seu trabalho possa apoiar a doutrina realista, não é provável que eles se classificassem como realistas neste sentido. O realismo político acredita que a política, tal como a sociedade, é governada por leis objetivas com raízes na natureza humana. Para melhorar a sociedade, é primeiro necessário compreender as leis pelas quais a sociedade vive. Sendo a operação destas leis impermeável às nossas preferências, as pessoas irão desafiá-las apenas sob o risco de falhar. O realismo, acreditando na objetividade das leis da política, deve também acreditar na possibilidade de desenvolver uma teoria racional que reflita, ainda que imperfeita e unilateralmente, essas leis objetivas. Acredita também, então, na possibilidade de distinguir, em política, entre verdade e opinião – entre o que é verdadeiro objetiva e racionalmente, apoiado pela evidência e iluminado pela razão, e o que é apenas um julgamento subjetivo, divorciado dos fatos tais como são e informado por preconceitos e ilusões. Os principais teóricos incluem E. H. Carr, Robert Gilpin, Charles P. Kindleberger, Stephen D. Krasner, Hans Morgenthau, Kenneth Waltz, Robert Jervis, Stephen Walt e John Mearsheimer.   

#### Liberalismo
Em contraste com o realismo, o quadro liberal enfatiza que os Estados, embora sejam soberanos, não existem num sistema puramente anárquico. Em vez disso, a teoria liberal assume que os Estados são institucionalmente limitados pelo poder das organizações internacionais e mutuamente dependentes uns dos outros através de laços económicos e diplomáticos. Instituições como a Organização das Nações Unidas (ONU), a Organização Mundial do Comércio (OMC) e o Tribunal Internacional de Justiça são levadas a desenvolver, ao longo do tempo, poder e influência para moldar as políticas externas de estados individuais. Além disso, a existência de uma economia mundial globalizada torna irracional a luta contínua pelo poder militar, uma vez que os Estados dependem da participação no sistema comercial global para garantir a sua própria sobrevivência. Como tal, o quadro liberal sublinha a cooperação entre os Estados como uma parte fundamental do sistema internacional. Os Estados não são vistos como atores unitários, mas como arenas pluralistas onde grupos de interesse, organizações não governamentais e atores económicos também moldam a criação da política externa.  
O quadro liberal está associado à análise do mundo globalizado tal como surgiu no rescaldo da Segunda Guerra Mundial. O aumento da cooperação política através de organizações como a ONU, bem como a cooperação económica através de instituições como a OMC, o Banco Mundial e o Fundo Monetário Internacional, foram considerados como tendo tornado a análise realista do poder e do conflito inadequada para explicar o funcionamento do sistema internacional. 

##### História do liberalismo
A base intelectual da teoria liberal é frequentemente citada como o ensaio Paz Perpétua de Immanuel Kant, de 1795. Nele, ele postula que os estados, ao longo do tempo, através de uma maior cooperação política e econômica, passarão a assemelhar-se a uma federação internacional – um governo mundial; que será caracterizado por paz e cooperação contínuas. Nos tempos modernos, a teoria liberal das relações internacionais surgiu após a Primeira Guerra Mundial em resposta à capacidade dos Estados de controlar e limitar a guerra nas suas relações internacionais. Os primeiros adeptos incluem Woodrow Wilson e Norman Angell, que argumentaram que os estados ganhavam mutuamente com a cooperação e que a guerra era tão destrutiva que era essencialmente fútil. O liberalismo não foi reconhecido como uma teoria coerente como tal até que foi coletivamente e ironicamente denominado idealismo por EH Carr. Uma nova versão de "idealismo" que se concentrava nos direitos humanos como base da legitimidade do direito internacional foi apresentada por Hans Köchler. Os principais teóricos incluem Montesquieu, Immanuel Kant, Michael W. Doyle, Francis Fukuyama e Helen Milner. 

##### Institucionalismo liberal
O institucionalismo liberal (por vezes referido como neoliberalismo) mostra como a cooperação pode ser alcançada nas relações internacionais, mesmo que se apliquem pressupostos neorrealistas, os quais informam que os estados são os principais intervenientes na política mundial, o sistema internacional é anárquico e os estados perseguem os seus próprios interesses. Os institucionalistas liberais destacam o papel das instituições e dos regimes internacionais na facilitação da cooperação entre os Estados. Institucionalistas neoliberais proeminentes são John Ikenberry, Robert Keohane e Joseph Nye. O livro de Robert Keohane, “After Hegemony”, de 1984, utilizou conhecimentos da nova economia institucional para argumentar que o sistema internacional poderia permanecer estável na ausência de uma hegemonia, refutando assim a teoria da estabilidade hegemônica. 

##### Teoria do regime
A teoria do regime deriva da tradição liberal que argumenta que as instituições ou regimes internacionais afetam o comportamento dos Estados (ou de outros atores internacionais). Assume que a cooperação é possível no sistema anárquico de Estados; na verdade, os regimes são, por definição, instâncias de cooperação internacional. Embora o realismo preveja que o conflito deve ser a norma nas relações internacionais, os teóricos do regime dizem que existe cooperação apesar da anarquia. Muitas vezes citam a cooperação no comércio, os direitos humanos e a segurança coletiva, entre outras questões. Estas instâncias de cooperação são regimes. A definição de regimes mais citada vem de Stephen D. Krasner, que define regimes como "princípios, normas, regras e procedimentos de tomada de decisão em torno dos quais convergem as expectativas dos atores em uma determinada área temática". Contudo, nem todas as abordagens da teoria do regime são liberais ou neoliberais; alguns estudiosos realistas como Joseph Grieco desenvolveram teorias híbridas que adotam uma abordagem realista para esta teoria fundamentalmente liberal. Os realistas não dizem que a cooperação nunca acontece, apenas que não é a norma; é uma diferença de grau. 

#### Construtivismo
O quadro construtivista assenta no pressuposto fundamental de que o sistema internacional se baseia em construções sociais; como ideias, normas e identidades. Vários atores políticos, tais como líderes estatais, decisores políticos e líderes de organizações internacionais, são socializados em diferentes papéis e sistemas de normas, que definem como o sistema internacional funciona. O estudioso construtivista Alexander Wendt, em um artigo de 1992 na Organização Internacional, observou em resposta ao realismo que “anarquia é o que os estados fazem dela”. Com isto ele quer dizer que a estrutura anárquica que os realistas afirmam governar a interação estatal é na verdade um fenómeno que é socialmente construído e reproduzido pelos estados. 
O construtivismo faz parte da teoria crítica e, como tal, procura criticar os pressupostos subjacentes à teoria tradicional das relações internacionais. A teoria construtivista alegaria, por exemplo, que os líderes estatais dos Estados Unidos e da União Soviética foram socializados em diferentes papéis e normas, o que pode fornecer insights teóricos sobre como o conflito entre as nações foi conduzido durante a Guerra Fria. Por exemplo, proeminentes decisores políticos dos EUA falavam frequentemente da URSS como um “império do mal” e, assim, socializavam a população e o aparelho estatal dos EUA num sentimento anticomunista, que definia as normas aplicadas na política externa dos EUA. Outras análises construtivistas incluem os discursos sobre a integração europeia; os altos círculos de formulação de políticas foram socializados em ideias da Europa como uma comunidade histórica e cultural e, portanto, procuraram construir instituições para integrar as nações europeias num único corpo político. O construtivismo também está presente na análise do direito internacional, onde normas de conduta como a proibição de armas químicas, a tortura e a proteção de civis na guerra, são socializadas em organizações internacionais, e estipuladas em regras. Acadêmicos construtivistas proeminentes de relações internacionais incluem: Michael Barnett, Martha Finnemore, Ted Hopf, Peter Katzenstein, Kathryn Sikkink e Alexander Wendt.

#### Teoria crítica (pós-estruturalismo)
As teorias pós-estruturalistas das relações internacionais (também chamadas de teorias críticas por serem inerentemente críticas às estruturas tradicionais de RI) desenvolvidas na década de 1980 a partir de estudos pós-modernistas em ciência política. O pós-estruturalismo explora a desconstrução de conceitos tradicionalmente não problemáticos nas relações internacionais (como "poder" e "agência") e examina como a construção desses conceitos molda as relações internacionais. O exame das "narrativas" desempenha um papel importante na análise pós-estruturalista; por exemplo, o trabalho feminista pós-estruturalista examinou o papel que as “mulheres” desempenham na sociedade global e como elas são construídas na guerra como “inocentes” e “civis”. O artigo de Rosenberg "Por que não existe Sociologia Histórica Internacional" foi um texto-chave na evolução desta vertente da teoria das relações internacionais. O pós-estruturalismo tem recebido elogios e críticas significativas, com os seus críticos argumentando que a investigação pós-estruturalista muitas vezes falha na abordagem dos problemas do mundo real que os estudos de relações internacionais deveriam contribuir para resolver. A teoria construtivista (veja acima) é a vertente mais proeminente do pós-estruturalismo. Outras teorias pós-estruturalistas proeminentes são o marxismo, a teoria da dependência, o feminismo e as teorias da escola inglesa. Veja também Teoria crítica das relações internacionais. 

##### Marxismo
As teorias marxistas das relações internacionais rejeitam a visão realista/liberal do conflito ou cooperação estatal; em vez disso, concentrando-se nos aspectos econômicos e materiais. Parte do pressuposto de que a economia supera outras preocupações, fazendo da classe económica o nível fundamental de análise. Os marxistas veem o sistema internacional como um sistema capitalista integrado em busca da acumulação de capital. Assim, o colonialismo trouxe fontes de matérias-primas e mercados cativos para exportações, enquanto a descolonização trouxe novas oportunidades sob a forma de dependência. Um derivado proeminente do pensamento marxista é a teoria crítica das relações internacionais, que é a aplicação da "teoria crítica" às relações internacionais. Os primeiros teóricos críticos foram associados à Escola de Frankfurt, que seguiu a preocupação de Marx com as condições que permitem a mudança social e o estabelecimento de instituições racionais. A sua ênfase na componente “crítica” da teoria derivou significativamente da sua tentativa de superar os limites do positivismo. Os proponentes modernos como Andrew Linklater, Robert W. Cox e Ken Booth concentram-se na necessidade da emancipação humana do Estado-nação. Portanto, é “crítico” em relação às principais teorias de relações internacionais que tendem a ser ao mesmo tempo positivistas e centradas no Estado. 

##### Teoria da dependência
Ainda mais ligada às teorias marxistas está a teoria da dependência e o modelo centro-periferia, que argumentam que os países desenvolvidos, na sua busca pelo poder, apropriam-se dos estados em desenvolvimento através de acordos bancários, de segurança e comerciais internacionais e de sindicatos a um nível formal, e fazem-no através de acordos bancários, de segurança e comerciais internacionais e de sindicatos. A interação de conselheiros políticos e financeiros, missionários, trabalhadores humanitários e multinacionais a nível informal, a fim de os integrar no sistema capitalista, apropriando-se estrategicamente de recursos naturais e horas de trabalho subvalorizados e promovendo a dependência económica e política. 

##### Feminismo
As relações internacionais feministas consideram as formas como a política internacional afeta e é afetada tanto por homens como por mulheres e também como os conceitos fundamentais que são empregues na disciplina das relações internacionais (por exemplo, guerra, segurança, etc.) são, eles próprios, de gênero. As relações internacionais feministas não se preocuparam apenas com o foco tradicional das relações internacionais nos estados, nas guerras, na diplomacia e na segurança, mas as académicas feministas das relações internacionais também enfatizaram a importância de observar como o gênero molda a atual economia política global. Nesse sentido, não existe uma divisão clara entre feministas que trabalham em relações internacionais e aquelas que trabalham na área de Economia Política Internacional. Desde o seu início, as relações internacionais feministas também teorizaram extensivamente sobre os homens e, em particular, sobre as masculinidades. Muitas feministas de relações internacionais argumentam que a disciplina é inerentemente masculina por natureza. Por exemplo, em seu artigo "Sexo e Morte no Mundo Racional dos Intelectuais de Defesa" Signs (1988), Carol Cohn afirmou que uma cultura altamente masculinizada dentro do sistema de defesa contribuiu para o divórcio entre a guerra e a emoção humana. 
As relações internacionais feministas surgiram em grande parte a partir do final da década de 1980. O fim da Guerra Fria e a reavaliação da teoria tradicional das relações internacionais durante a década de 1990 abriram um espaço para a igualdade de género nas relações internacionais. Como as relações internacionais feministas estão amplamente ligadas ao projeto crítico das Relações Internacionais, em geral a maioria dos estudos feministas tem procurado problematizar a política de construção do conhecimento dentro da disciplina – muitas vezes através da adoção de metodologias de desconstrutivismo associadas ao pós-modernismo/pós-estruturalismo. No entanto, a crescente influência das abordagens feministas e centradas nas mulheres nas comunidades políticas internacionais (por exemplo, no Banco Mundial e nas Nações Unidas) reflete mais a ênfase feminista liberal na igualdade de oportunidades para as mulheres. Acadêmicos proeminentes incluem Carol Cohn, Cynthia Enloe, Sara Ruddick e J. Ann Tickner. 

##### Teoria da sociedade internacional (a escola inglesa)
A teoria da sociedade internacional, também chamada de Escola Inglesa, concentra-se nas normas e valores compartilhados pelos Estados e em como eles regulam as relações internacionais. Exemplos de tais normas incluem diplomacia, ordem e direito internacional. Os teóricos concentraram-se particularmente na intervenção humanitária e subdividem-se entre os “solidaristas”, que tendem a defendê-la mais, e os pluralistas, que atribuem maior valor à ordem e à soberania. Nicholas Wheeler é um solidarista proeminente, enquanto Hedley Bull e Robert H. Jackson são talvez os pluralistas mais conhecidos. Alguns teóricos da Escola Inglesa utilizaram casos históricos para mostrar a influência que os quadros normativos têm na evolução da ordem política internacional em diversas conjunturas críticas. 

##### Decolonialidade
A abordagem decolonial nas relações internacionais é uma reação crítica ao modo como o colonialismo e o imperialismo moldaram as estruturas e dinâmicas das relações globais. Os autores que trabalham nesse campo argumentam que o sistema internacional atual é fortemente influenciado por uma visão eurocêntrica que marginaliza as perspectivas, saberes e interesses de povos não ocidentais. Eles buscam desafiar essa hegemonia e propor novas maneiras de compreender e agir nas relações internacionais.  Aníbal Quijano, por exemplo, desenvolveu o conceito de "colonialidade do poder" para descrever como o colonialismo não é apenas uma questão do passado, mas uma estrutura contínua que persiste nas relações internacionais contemporâneas. Ele argumenta que o colonialismo moldou a política global, a economia, a cultura e a subjetividade de maneira duradoura. 
Walter Mignolo expande essa discussão ao introduzir o conceito de "epistemicides", que se refere à destruição de conhecimentos locais e saberes não ocidentais em benefício do conhecimento eurocêntrico. Ele argumenta que as relações internacionais têm perpetuado a marginalização e a subalternização de perspectivas não ocidentais, e a decolonialidade busca reverter esse processo. Ramón Grosfoguel enfatiza a necessidade de uma abordagem pós-ocidental nas relações internacionais, que reconheça a diversidade de vozes e experiências globais. Ele argumenta que as teorias e práticas tradicionais das relações internacionais muitas vezes ignoram as experiências e saberes de povos colonizados e explorados. 
Arturo Escobar contribui para essa discussão ao chamar a atenção para a dimensão ecológica da decolonialidade. Ele argumenta que as estruturas econômicas globais, frequentemente lideradas por países ocidentais, têm levado à exploração dos recursos naturais e à degradação ambiental em regiões não ocidentais, contribuindo para desigualdades globais. Frantz Fanon, por sua vez, concentra-se na luta anticolonial e na importância da descolonização não apenas no sentido político, mas também no psicológico e cultural. Seus escritos, como "Os Condenados da Terra," discutem como a opressão colonial impacta a psique das pessoas e como a resistência é uma parte fundamental do processo de descolonização. 

#### Novos temas e perspectivas
Para além dessas visões sobre a teoria internacional, têm surgido uma variedade de novas temáticas nos estudos internacionais, que abordam desde questões já consolidadas em outros campos do saber — como a economia política internacional — a questões consideradas totalmente novas, surgindo uma revisão completa de paradigmas — como as questões ambientais, por exemplo. Muitas dessas novas discussões se pautam em conceitos e categorias de análise alternativos àqueles empregados tradicionalmente nos debates das correntes dominantes.
A revisão da teoria marxista tem estado bastante presente no ramo "heterodoxo" da teoria econômica política das relações internacionais (assim como o neoclassicismo econômico nos desenvolvimentos "ortodoxos" da mesma, especialmente na figura de Charles Kindleberger e seus trabalhos sobre a Teoria da estabilidade hegemônica — por aparentemente contraditório que seja pensar em "economia política" e "neoclassicismo") e, de uma maneira mais eclética, nas investigações ambientalistas.